# W8
El W8 o Women 8 es una coalición de ocho mujeres de Bangladés, India, Georgia, Tailandia, Filipinas, Malí, Malaui y Nicaragua formada en 2008 para ser una voz alternativa social al G8, el grupo de las 8 economías más industrializadas del mundo.
La misión del W8 es informar a personas de todo el mundo y, sobre todo, a los responsables de tomar decisiones de cuáles son las necesidades de las personas más pobres en materia de educación y salud, y qué soluciones se requieren, desde su perspectiva de trabajo directo con las personas necesitadas. Las Women8 quieren también manifestar la peor situación que sufren las mujeres y niñas, y cómo las soluciones que promueve el G8 e instituciones como el Banco Mundial o el Fondo Monetario Internacional perjudican el acceso de los derechos de éstas, al propiciar fórmulas de privatización de los servicios sociales básicos, lo que agrava su situación de exclusión.

## Miembros
En 2010, está coalición está integrada por:
- Sandhya Venkateswaran, de para la coalición india “Don’t Break Your Promises”. Esta coalición cuenta con más de 3.000 miembros y su objetivo es supervisar el avance del gobierno indio hacia el cumplimiento de sus compromisos de reducción de la pobreza. Su campaña “nine is mine” ha movilizado a más de 400.000 niños en la India, presionando así al gobierno indio para que aumente el gasto gubernamental en sanidad y educación.

- Miranda Akhvlediani, de la coalición georgiana “Future Without Poverty”. La coalición espera convertirse en un mecanismo para dar voz a los problemas de los pobres en Georgia. Gracias a sus campañas, el gobierno ya reconoce la necesidad de regular de forma adecuada los sistemas sanitarios privados.

- Rokeya Kabir, representante de la campaña “My Rights” en Bangladés: una plataforma nacional que presiona al gobierno para que garantice la educación primaria para todos los niños.

- Jiraporn Limpananont, miembro de la coalición “Free Trade Agreement Watch”, que protege a los pobres frente al impacto negativo de los acuerdos comerciales bilaterales y regionales. Su experiencia profesional en el ámbito farmacéutico proporciona al grupo conocimientos sobre el modo en que las normas de propiedad intelectual afectan a los precios y al acceso a los medicamentos de las personas más pobres.

- Kadiatou Baby Maiga, presidenta de la coalición maliense “Education for All”. Kady considera que una sociedad civil fuerte es un recurso importante para el gobierno, y ofrece sus conocimientos y experiencia con el fin de prestar apoyo al gobierno a la hora de lograr sus objetivos en educación.

- Leonor Magtolis Briones, representante de “Social Watch Philippines” / “Alternative Budget Initiative”. Desempeña un papel clave en la campaña de acceso a la sanidad y medicinas en Filipinas. Con sus amplios conocimientos sobre financiación pública, está ayudando a elaborar un presupuesto alternativo para el gobierno filipino.

- Elba Rivera Urbina, de la campaña nicaragüense de educación. Elba es un ejemplo del poder de la educación. A los 18 años, una campaña de alfabetización la sacó del analfabetismo y transformó su vida. La pequeña que ansiaba ir al colegio- en contra de los deseos de su padre- se convirtió en una líder de iniciativas en favor de la educación.

- Dorothy Ngoma, Directora Ejecutiva de la Organización Nacional de Enfermeras y Comadronas de Malawi. Dorothy cuenta con 32 años de experiencia trabajando como enfermera, formando a enfermeras y luchando en nombre de las enfermeras de Malawi.

- Oxfam Internacional. «W8: Time to join together». Consultado el 14 de marzo de 2010. (enlace roto disponible en Internet Archive; véase el historial, la primera versión y la última).